# Зайнуддин Майдин
Зайнудди́н Майди́н (малайск.  Zainuddin Maidin); (26 июня 1939, Кота -Куала-Муда, Кедах — 14 декабря 2018, Серданг) — малайзийский журналист, в 2006—2008 гг. — министр информации.

## Краткая биография
Окончил исламский колледж Махмуда (Алор-Сетар), а также Институт публицистики и коммуникаций, Свободный университет Берлина (1969). В 1981 г. повышал квалификацию в области журналистского дела в Мичиганском университете. В начале 1950-х гг. стал членом ОМНО.
Похоронен на кладбище Tanah Perkuburan Klang Gate. Своё уважение бывшему министру выразил премьер-министр Малайзии Махатхир Мохамад, принявший участие в церемонии поминальной молитвы.

## Работа журналистом
С 1957 г. сотрудничал с газетой «Утусан Мелайю» — органом ОМНО, в 1960 был принят в штат. В 1975—1976 гг. работал корреспондентом газеты в Лондоне. В 1983—1992 гг. — главный редактор газеты, затем консультант. С 1994 г. — исполнительный директор издательства Utusan Publications and Distributors, а с 1998 г. — заместитель исполнительного директора всей группы Utusan Melayu. Одновременно вёл в газете «Утусан Малейсия» рубрику «Awang Selamat», которая характеризовалась крайней степенью малайского национализма, граничившего с шовинизмом, что вызывало негативный резонанс среди других национальностей страны. Допускал также некорректные высказывания в отношении лидеров некоторых соседних государств.

## В парламенте и правительстве
С 1998 г. два срока был сенатором верхней палаты парламента (до 2004 г.). В 2001 г. назначен Парламентским секретарём министерства информации, в 2002- заместителем министра информации, в 2006 г. — министром (до 2008 г.). В 2004—2008 гг. был членом парламента от ОМНО (округ Мербок). В 2008 г. проиграл всеобщие выборы и по определению не мог больше быть членом правительства. В 2010—2014 был гостем-профессором в Институте махатхиризма Северного университета Малайзии, в 1915—1916 — адъюнкт-профессором в Университете Путра Малайзии. В это время написал ряд политических книг.
Вышел из ОМНО в 2018 г. и присоединился к оппозиционному Альянсу «Надежда», который победил на всеобщих выборах 9 мая 2018 г.

## Cемья
- Супруга Зайтон Зайнол Абидин, 4 детей (двое сыновей и две дочери)
- Младший брат Абдул Лазам

## Награды
- Защитник короны Паханга (1982)
- Защитник короны Кедаха (1987)
- Защитник короны государства (1990)
- За преданность короне Селангора (1990)
- Медаль «За заслуги перед государством» и титул Datuk (1996)
- Медаль ордена Защитник короны Селангора (2003)
- Защитник короны Кедаха (2006)
- Выдающийся журналист страны (2006)
- Почетный орден «Малакка великолепная» и титул Datuk Seri (2006)
- Орден «Преданный рыцарь короны» и титул Tan Sri (2009)[5]
- Премия выдающемуся деятелю-малайцу (2010).

## Публикации
- Yang Pertama dan Terakhir (Первый и последний). Kuala Lumpur: Utusan Publications & Distributors,1994.
- Tun Razak: Jejak Bertapak Seorang Patriot (Тун Разак: шаги патриота). Kuala Lumpur: Utusan Publications & Distributors, 1997 (Tun Razak: profile of a patriot. В англ. переводе Wan A. Hulaimi).
- Mahathir: di sebalik tabir (Махатхир: за кулисами). Kuala Lumpur: Utusan Publications & Distributors, 2002.
- Wira tak Didendang (Герой, о котом не поют). Kuala Lumpur: Utusan Publications & Distributors, 2004 (The unsung heroes. В англ. переводе Noraini Ahmad Shariff).
- Surat daripada Dr. Mahathir: edisi tambahan Mahathir Di Sebalik Tabir(Письмо от Махатхира. Дополнение к книге "Махатхир: За кулисами). Kuala Lumpur: Utusan Publications & Distributors Sdn Bhd, 2008.
- Runtuhnya Media dan Intelek Melayu Singapura (Крушение малайской прессы и малайского интеллекта в Сингапуре). Changlun: Institut Pemikiran Tun Dr. Mahathir Mohamad, 2011. ISBN 9789670193014
- Hari itu Sudah Berlalu (Этот день уже прошёл). Kuala Lumpur: Utusan Publications & Distributors, 2011. ISBN 9789676124296
- Di Depan Api di Belakang Duri — Kisah Sejarah Utusan Melayu (Спереди — огонь, сзади — колючки. История «Утусан Мелайю»). Kuala Lumpur: Utusan Publications & Distributors Sdn Bhd, 2013. ISBN 978-967-61-2593-4
- Pergi Mampuslah UMNO: Benci Atau Kecewa (Сдохни, ОМНО: ненависть или разочарование). Kuala Lumpur: Zi Publications Sdn Bhd, 2017.
- Saya bukan Menteri (Я не министр). Changlun: Universiti Utara Malaysia, 2016. ISBN 9789670876412
- Mahathir bukan Kawan Saya (Махатхир мне не друг). Kuala Lumpur: Byg Publisher, 2015. ISBN 9789671278666